# Râul Senetea
Râul Senetea este un curs de apă, afluent al râului Mureș în Depresiunea Gheorghieni. Se varsă în Mureș în dreptul comunei Voșlăbeni din județul Harghita. 

## Hărți
- Harta Județul Harghita
- Harta Munții Harghita  Arhivat în 20 iulie 2008, la Wayback Machine.